# Guy Benarroche
Pour les articles homonymes, voir Benarroche.
Guy Benarroche, né le 25 juillet 1954 à Oran (Algérie française), est un homme politique français, membre du parti Les Écologistes (LÉ), anciennement Europe Écologie Les Verts (EELV). Il est secrétaire régional d'EELV de Provence-Alpes-Côte d'Azur (PACA) du 17 novembre 2013 au 17 octobre 2020. Il est élu sénateur des Bouches-du-Rhône le 27 septembre 2020.

## Biographie

### Jeunesse et famille
Né à Oran, alors en Algérie française, Guy Benarroche grandit à Marseille à partir de 1962. Scolarisé au lycée Saint-Charles, il poursuit ses études à la faculté des sciences économiques de l'université Aix-Marseille II, où il obtient un diplôme d'études approfondies (DEA). Il a déclaré à la presse avoir monté sa première association à l'âge de 18 ans ; il s'agissait d'un « comité local anti-pollution ».
Il est le cousin de Pierre Benarroche, maire du 4e secteur (6e et 8e arrondissements) de Marseille de 2020 à 2023.

### Carrière professionnelle
Professionnellement, Guy Benarroche se consacre à la direction d'une entreprise spécialisée dans la vente et la maintenance d'équipements destinés aux bateaux.
Il s'installe à La Bouilladisse en 1991.

### Adhésion à Europe Écologie Les Verts
Guy Benarroche adhère à EELV en 2011. Il est élu au Bureau exécutif régional, chargé des groupes locaux, la même année, puis secrétaire régional d'EELV PACA le 17 novembre 2013 lors d'un congrès régional. Il était opposé à l'Aixois Bruno Delport, soutenu par Denis Grandjean, à qui il a succédé dans ces fonctions. Au moment de ce scrutin, Guy Benarroche se qualifiait lui-même de « challenger », puisqu'il était opposé au candidat de la majorité sortante. Il est réélu à ce poste de secrétaire régional le 25 novembre 2016 à l'occasion d'un nouveau congrès régional d'EELV. Lors de ce second mandat, il dirige le parti écologiste en co-secrétariat avec Hélène Haensler, militante EELV de Salon-de-Provence.
Guy Benarroche est réélu conseiller municipal de La Bouilladisse, commune où il réside, lors des élections municipales du 15 mars 2020. Lors du conseil municipal d'installation de la nouvelle mandature, le 26 mai 2020, il est élu quatrième adjoint au maire. Il avait déjà été conseiller municipal lors de la mandature précédente, de 2014 à 2020.

### Sénateur
Guy Benarroche est candidat aux élections sénatoriales de 2020 dans les Bouches-du-Rhône, en troisième position d'une liste d'union de la gauche menée par Jérémy Bacchi (PCF), avec Marie-Arlette Carlotti (PS) en deuxième position.
Élu, il adhère au groupe écologiste, solidarités et territoires (EST). Il est vice-président de la commission des Lois du Sénat et également vice-président de la délégation sénatoriale aux collectivités territoriales et à la décentralisation.
Il quitte l'essentiel de ses fonctions au sein d'EELV, son co-secrétariat arrivant à échéance. Il siège toutefois toujours, à la suite du congrès de 2020, au conseil politique régional (CPR), parlement d'EELV à l'échelon régional.
Il prend comme attachés parlementaires Jean-Yves Petit, ancien vice-président du conseil régional de Provence-Alpes-Côte d'Azur chargé des transports, et Sophie Eisinger, ancienne attachée parlementaire de Michel Amiel, ex-PS, élu sénateur de 2014 à 2020 sur la liste de Jean-Noël Guérini.
En mars 2021, en séance publique du Sénat, Guy Benarroche plaide pour une meilleure prise en compte de l'économie sociale et solidaire dans le plan de relance.
Il s'intéresse de près aux questions liées à l'immigration. En novembre 2022, il exerce son droit de visite avec la sénatrice Marie-Arlette Carlotti et le député Hubert Julien-Laferrière pour rencontrer les migrants arrivés en France à Toulon via l'Ocean Viking. Il avait déjà exercé son droit de visite dans la zone de rétention de l'aéroport Marseille-Provence en mai 2022.